# Calliphora terraenovae
Calliphora terraenovae este o specie de muște din genul Calliphora, familia Calliphoridae, descrisă de Macquart în anul 1851. Conform Catalogue of Life specia Calliphora terraenovae nu are subspecii cunoscute.